# أريناس
بلدية أريناس (بالإسبانية: Arenas) هي بلدية تقع في مقاطعة مالقة التابعة لمنطقة أندلوسيا جنوب إسبانيا.

## الديموغرافيا
بلغ عدد سكان بلدية أريناس 1.423 نسمة عام 2011 (وفقاً للمعهد الوطني الإسباني للإحصاء).
| 1.218 | 1.199 | 1.194 | 1.285 | 1.391 | 1.391 | 1.423 |

## معرض صور

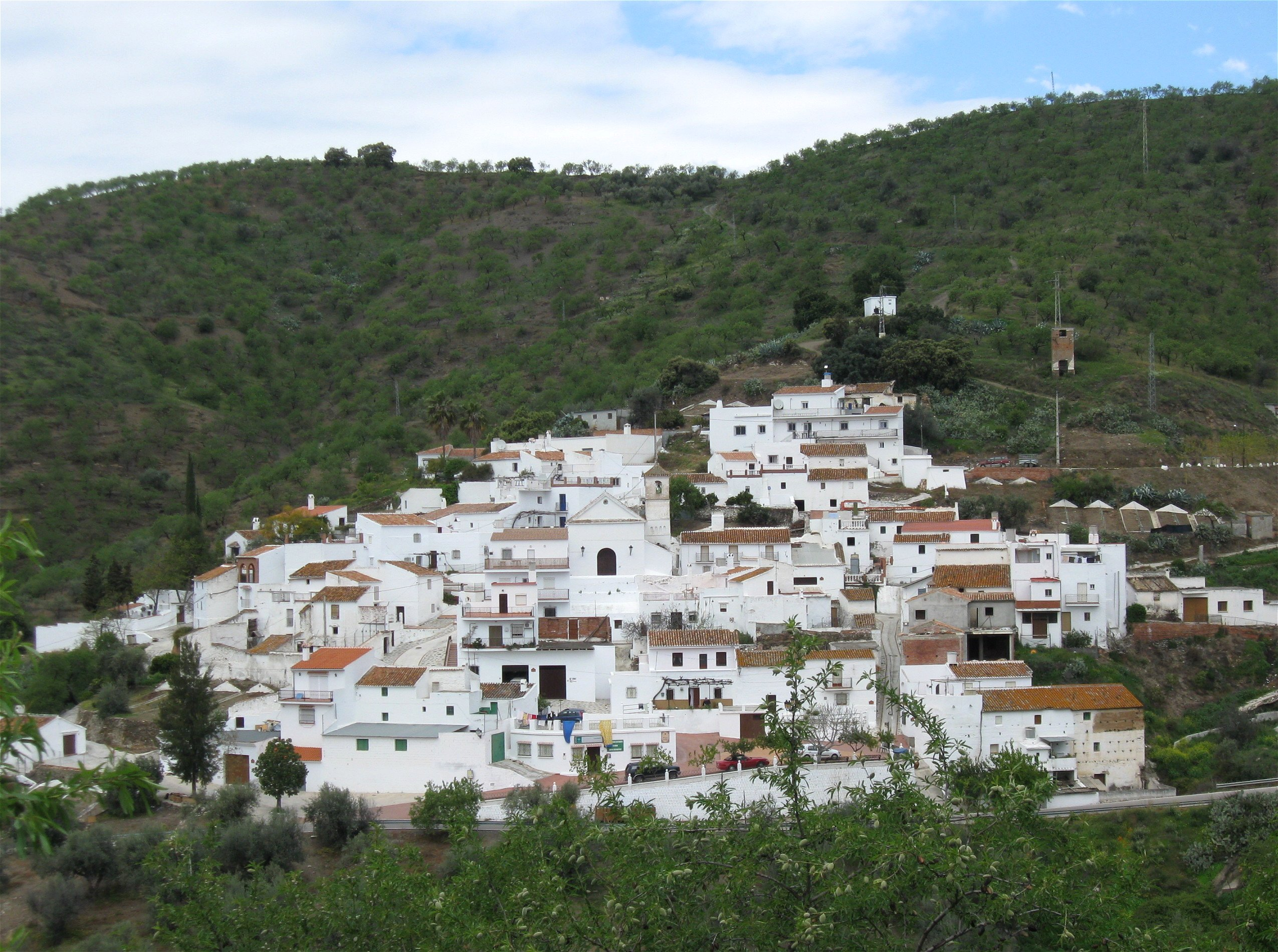
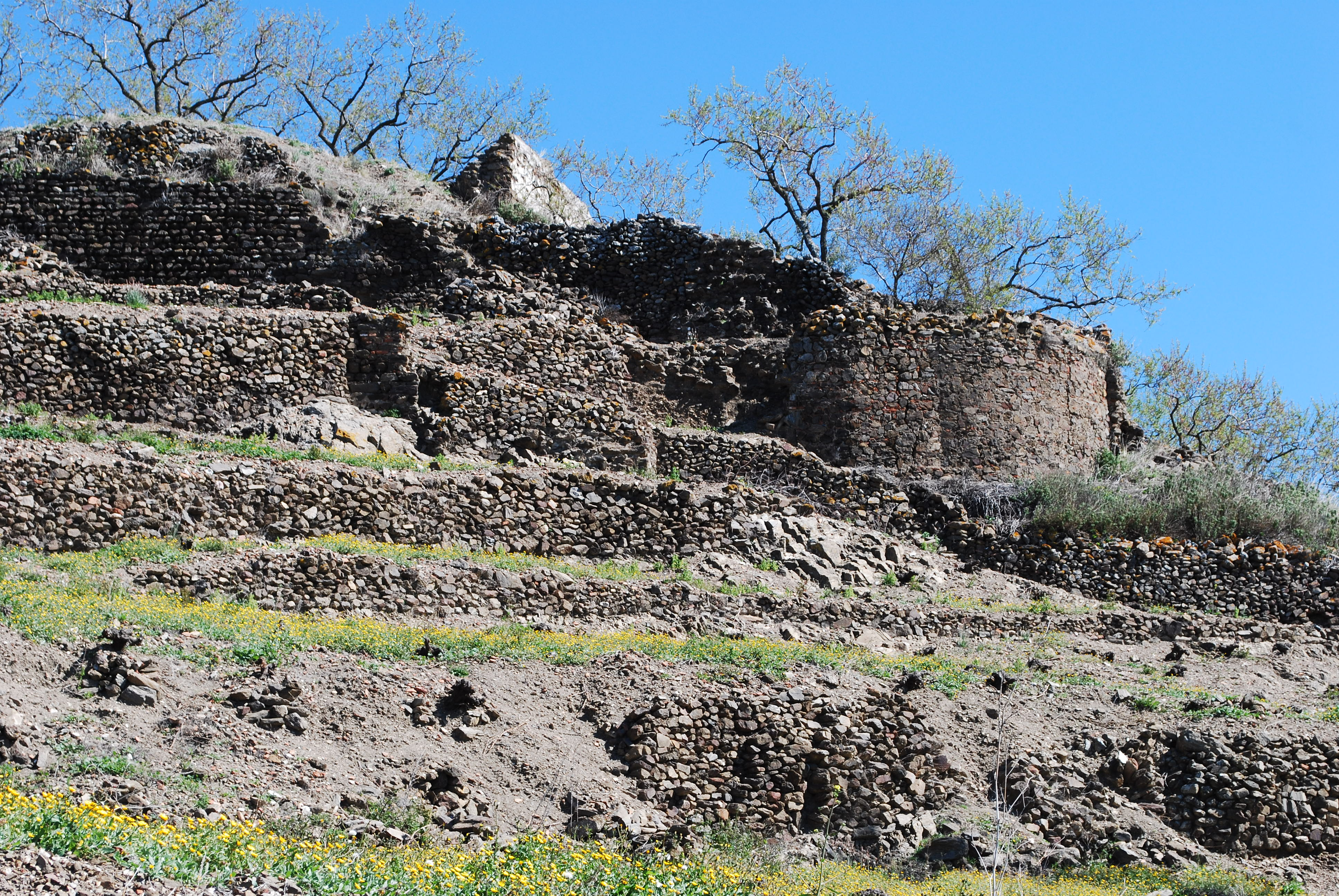
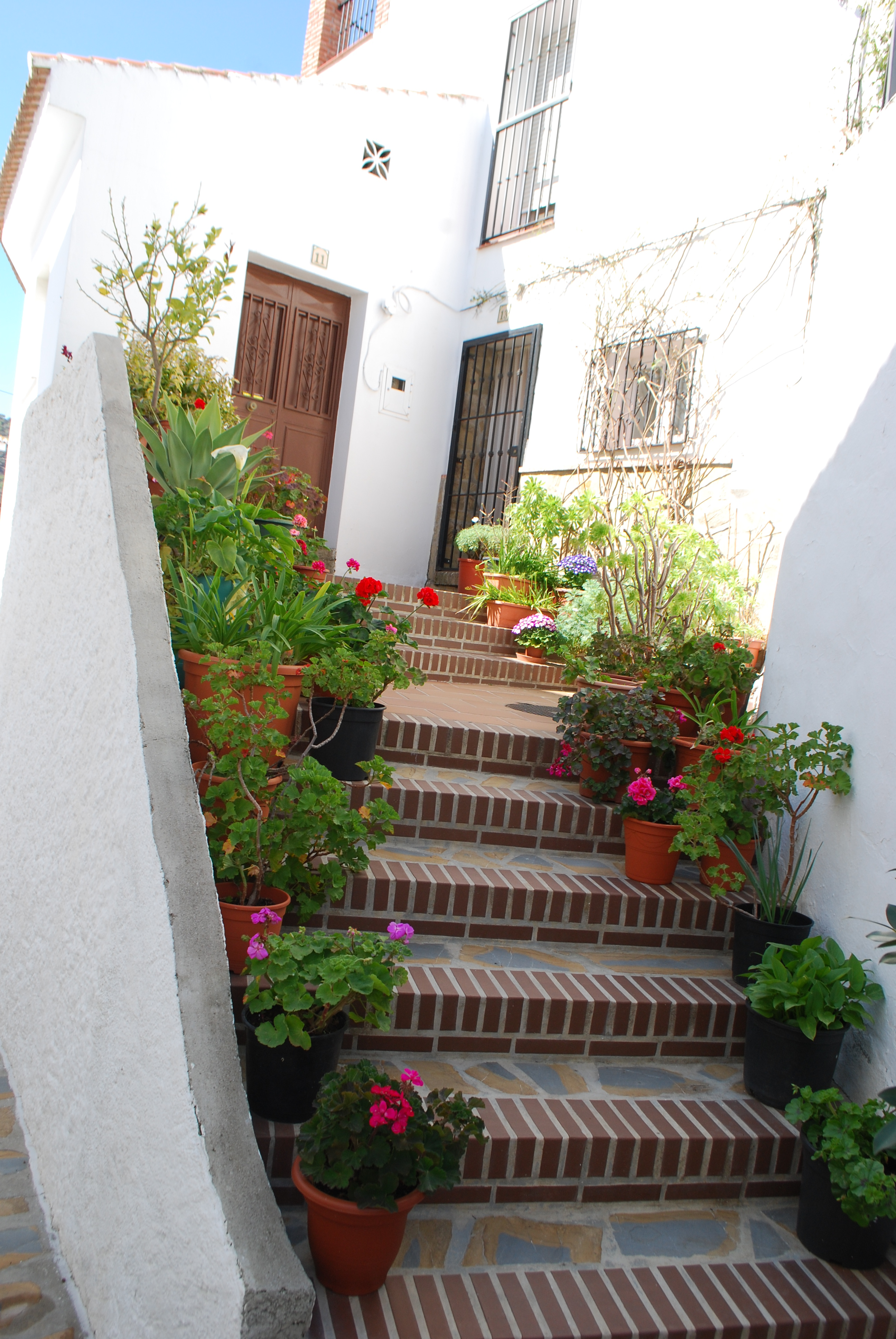